# The Siren (film 2023)
The Siren (La Sirène) è un film d'animazione del 2023 diretto da Sepideh Farsi. 

## Trama
Il film è ambientato in Iran del 1980, all'inizio dell'invasione irachena della regione iraniana del Khuzestan, compresa la città petrolifera di Abadan. Qui, il quattordicenne Omid lavora come fattorino, in attesa del ritorno del fratello partito al fronte. Tra il caos della guerra, il ragazzo prova a dare un aiuto agli abitanti distribuendo cibo, fino a quando decide di organizzare una fuga a bordo di una vecchia nave in compagnia di alcuni abitanti. 

## Riconoscimenti
- 2023 - Annecy International Animation Film Festival
  - Premio per la migliore musica originale nella categoria lungometraggi